# Daniele Fabbri
Daniele Fabbri (Gavardo, 5 novembre 1982) è un comico, sceneggiatore e fumettista italiano.

## Biografia
Fabbri ha studiato presso il Laboratorio Professionale "Teatro Comico e Cabaret" G. Basile negli anni 2003 e 2004, conseguendo poi il diploma nel 2007 presso la Scuola Internazionale di Teatro Jacques Lecoq nella sede di Roma, come aiuto regista e sceneggiatore. Ha frequentato anche diversi seminari di teatro, in particolare rivolti all'uso del corpo in scena. Negli anni scolastici ha frequentato corsi per clown e mimo, oltre a lezioni riguardanti la commedia dell’arte e le discipline circensi applicate al teatro. Al contempo, frequentava i locali di cabaret romani e faceva pratica dei primi monologhi satirici (primo dei quali nel 2005 al Club Studio Uno di Roma).
È dichiaratamente ateo e anticlericale.
Fabbri ha iniziato a cimentarsi nella comicità da solista nel 2005 con lo spettacolo Tra il dire e il dire, monologo a metà tra cabaret e teatro che si rifaceva alla tradizione dell'avanspettacolo italiano, con monologhi, personaggi e imitazioni. Utilizza un nome d'arte fin dai primi spettacoli perché il vero cognome è somigliante a quello del presentatore Massimo Giletti e, quindi, ha scelto di cambiarlo con il cognome di un comico che non si era presentato ad uno stesso concorso che vedeva partecipare entrambi. Nel 2006 vince il premio per il "miglior testo" al concorso di Cabaret Comix '06 presso il club Studio Uno di Roma. Nel 2008 vira definitivamente la sua comicità nella direzione della stand-up comedy, scrivendo e interpretando lo spettacolo Farla franca negando l'evidenza. Nella prima serata ad ingresso gratuito, riscuote un buon successo fra il pubblico.
Nel 2009 è tra i fondatori del collettivo Satiriasi, con Giorgio Montanini, Filippo Giardina, Francesco De Carlo, Saverio Raimondo, Mauro Fratini, Velia Lalli e Pietro Sparacino, dove ha continuato a lavorare come autore e performer. Dopo quattro stagioni, nel 2013 ha lasciato il gruppo per dedicarsi alla ricerca e alla sperimentazione in forma indipendente.
Nel 2010 diventa giornalista pubblicista, scrivendo recensioni di spettacolo e diverse inchieste a stampo satirico per diverse testate online, tra cui Fuorilemura.com. Inoltre, collabora come scrittore satirico su varie testate indipendenti online. Fra queste, dal 2008, con la rivista online ScaricaBile, che ha segnato un punto di svolta nella carriera del comico, avvicinandolo al mondo del fumetto grazie ad uno dei fondatori nonché vignettista della testata Stefano Antonucci, che gli ha chiesto di collaborare ad un nuovo progetto: insieme hanno scritto Gesù Crucifiction Tour (nel 2012), un fumetto autoprodotto a tema satirico-religioso che ebbe un sorprendente successo nel circuito indipendente, a cui sono seguiti Gesù Cruci Fiction Tour - Volume 2 e Gesù Cruci Fiction Tour - Volume 3 (rispettivamente nel 2013 e nel 2014).
Fra le altre pubblicazioni a fumetti nate dalla coppia Fabbri-Antonucci per Shockdom Edizioni, si ricordano anche: V for Vangelo (2015), Gesù: la trilogia (2015, a cura di G. Caputo), Adolf Hitler. Il piccolo Führer (2017, con la collaborazione di Mario Perrotta ai disegni; libro per il quale ricevono una denuncia per plagio). Per Feltrinelli pubblicano Il timido anticristo (2018) e La fattoria dell'animale (2020); questi ultimi due fumetti vedono la collaborazione di Maurizio Boscarol ai disegni. Pubblicano anche la rivista a fumetti Quando c'era Lvi  (uscita in quattro volumi nel biennio 2016-2017), salito agli onori della cronaca riguardo a un'aggressione subita da parte di alcuni esponenti del movimento neofascista Casapound presso la Fiera dei Fumetti ROMICS nell'aprile 2016, un fatto ricordato come "il caso della Coca-Cola".
Oltre alle esperienze televisive come attore, autore e comico, fra il 2015 e il 2019 ha collaborato ai programmi Natural Born Comedian e Natural Born Comedian 2, Standup Comedy e Standup Comedy Special in qualità di performer. È stato autore del programma SuperMax con il noto comico Max Giusti per Radio 2, seguendo Giusti anche come comico-spalla nel suo tour teatrale. Inoltre, è stato fra gli interpreti di Comedy Central News con Saverio Raimondo e autore/interprete in Nemico Pubblico con Giorgio Montanini. Parallelamente ha presentato in vari club e teatri italiani i suoi spettacoli teatrali: Il timido Anticristo e Contiene parolacce.
Fra il 2012 e il 2016 Fabbri è stato anche autore in programmi radiofonici per RadioRai e Comedy Central.
Ad agosto 2017 si è esibito al Fringe Festival di Edimburgo con lo spettacolo Il timido Anticristo (del 2016), per l'occasione tradotto in lingua inglese e intitolato: A Gentle, Shy Antichrist.
Nel 2018 ha iniziato a registrare e distribuire sulle piattaforme Spotify, iTunes, Spreaker e YouTube il podcast dal titolo Contiene parolacce, in cui propone il proprio punto di vista su fatti di cronaca e sociali. Il titolo proviene dallo spettacolo teatrale omonimo dello stesso Fabbri, scritto e interpretato nel 2015. Nel 2019, Fabbri ha presentato il suo nuovo spettacolo dal titolo Fakeminismo, che affronta temi legati alle relazioni sociali fra uomini e donne.
Contemporaneamente alla carriera di comico satirico, Fabbri ha coltivato una attività parallela come attore, sceneggiatore e regista teatrale.
Nel 2010 ha vinto il premio per la "Miglior Regia" al concorso Schegge d'Autore del Teatro Tordinona di Roma. Lo stesso anno recita nella compagnia teatrale Valdrada in Baccanti, riadattamento buffonesco dell'opera di Euripide e vincitore del concorso Rota in Festival, e nello spettacolo satirico Tu Uomo!, vincitore del primo premio allo SHORT Festival al Teatro dei Satiri di Roma.
Dal 2011 al 2015 è stato attore e regista del varietà comico Social Comedy Club, mentre dal 2009 al 2013 è stato cantante e autore dei testi nel gruppo di teatro canzone Progetto Lodomaccanto.
Nel 2021 è fra gli autori e interpreti del programma tv CCN - Comedy Central News con Michela Giraud.
Nel febbraio 2022 realizza un Ted Talk dal titolo "Cosa ho imparato dal femminismo", in cui analizza il tema sulla base delle esperienze personali e professionali come comico.

## Spettacoli
- Farla franca negando l'evidenza (2008)
- Ciecotrofismi (2010)
- Dubbia moralità (2011)
- Trentatré trentenni (2012)
- Comedy on Demand (2013)
- Contiene parolacce (2014)
- Il timido Anticristo (2016)
- Infarto cesareo (2017)
- Fascisti su Tinder (2018)
- Fakeminismo (2019)
- Verita Scomode (2023)

## Opere
- Antonucci & Fabbri, V for Vangelo, in Fumetti crudi, Ariccia, Shockdom, 2015.
- Antonucci & Fabbri, Gesù: la trilogia, in Fumetti crudi, Ariccia, Shockdom, 2015.
- Antonucci & Fabbri, Quando c'era Lvi, 4 albi, in Fumetti crudi, Ariccia, Shockdom, 2016-2017.
- Antonucci & Fabbri, Adolf Hitler. Il piccolo Führer, con Mario Perrotta, in Fumetti crudi, Ariccia, Shockdom, 2017.
- Antonucci & Fabbri, Il timido anticristo, disegni di Maurizio Boscarol, in Feltrinelli Comics, Feltrinelli, 2018.
- Antonucci & Fabbri, Fascisti su Tinder. Un monologo, in Fumetti crudi, Ariccia, Shockdom, 2019.
- Antonucci & Fabbri, La fattoria dell'animale, disegni di Maurizio Boscarol, in Feltrinelli Comics, Feltrinelli, 2020.
- Antonucci & Fabbri, Abbàiaci o Signore, Venezia, Poliniani, 2022, ISBN 979-12-8124-000-1.
- Barbascura X (a cura di), Il satiro scientifico, collana Gaia, vol. 1, Mondadori, 2023, ISBN 978-88-0477-359-7.
  -  Daniele Fabbri, Il sesso dei gatti.
  -  Daniele Fabbri, A proposito di orgasmo.